# Kevin Byard
Kevin Leon Byard Jr (* 17. August 1993 in Philadelphia, Pennsylvania) ist ein US-amerikanischer American-Football-Spieler in der National Football League (NFL). Er spielt für die Chicago Bears als Safety. Zuvor spielte Byard von 2016 bis 2023 für die Tennessee Titans sowie anschließend für die Philadelphia Eagles.

## College
Byard besuchte die Middle Tennessee State University und spielte für deren Team, die Blue Raiders, von 2012 bis 2015 College Football. Er konnte insgesamt 318 Tackles setzen und ihm gelangen 19 Interceptions.

## NFL
Byard wurde beim NFL Draft 2016 von den Tennessee Titans in der 3. Runde als insgesamt 64. ausgewählt und erhielt einen Vierjahresvertrag in Höhe von 3,64 Millionen US-Dollar. Bereits in seiner Rookie-Saison konnte er sich etablieren und kam in allen Spielen zum Einsatz, sieben Mal davon als Starter, wobei er nach und nach immer mehr Spielzeit erhielt.
In der Saison 2017 zeigte er sich nochmals stark verbessert. So gelangen ihm 16 Passverteidigungen und 8 Interceptions, womit er zusammen mit Darius Slay die Liga anführte. Für seine konstant guten Leistungen wurde er auch erstmals in den Pro Bowl berufen.
Im Juli 2019 unterschrieb er einen neuen Vertrag bei den Titans. Er hat eine Laufzeit über fünf Jahre und einen Gesamtwert von 70,5 Millionen US-Dollar, wovon 31 Millionen garantiert sind. Er wurde mit einem Durchschnittsverdienst von 14,1 Millionen US-Dollar der höchstbezahlte Safety der Liga.
Nach dem 7. Spieltag der Saison 2023 wurde Byard im Austausch für Terrell Edmunds sowie einen Fünft- und Sechstrundenpick 2024 zu den Philadelphia Eagles getradet. Er kam inklusive der Play-offs in elf Spiele für Philadelphia zum Einsatz, dabei setzte er 80 Tackles und fing eine Interception. Am 1. März 2024 wurde Byard von den Eagles entlassen.
Anschließend unterschrieb Byard am 10. März 2024 einen Zweijahresvertrag bei den Chicago Bears.